# Reazione-diffusione
Il modello matematico di reazione-diffusione è l'equazione parabolica la cui omogenea associata è l'equazione della diffusione: il termine di sorgente viene chiamato "termine di reazione" poiché nell'applicazione più frequente, dove la funzione incognita è la concentrazione di un composto, è associato ad una reazione chimica in cui partecipa il composto. L'equazione viene utilizzata sia per descrivere la concentrazione di una reazione chimica, sia per caratterizzare la diffusione di materia nello spazio.
Il modello generale consiste nell'equazione del calore (equazione di diffusione) con incognita la funzione {\displaystyle u(x,t)} in cui è presente un termine non omogeneo {\displaystyle f(u,x,t)}, ovvero:
{\displaystyle {\frac {\partial u}{\partial t}}-d\nabla ^{2}u=f(u,x,t)}
dove {\displaystyle d} è il coefficiente di diffusione (diffusività di materia). Tale relazione è nota col nome di equazione di reazione-diffusione.
A causa del termine non omogeneo di reazione {\displaystyle f(u,x,t)}, in generale l'equazione non soggiace ad un principio globale di conservazione della quantità di cui {\displaystyle u} è la densità.

## Una componente
La versione più semplice dell'equazione riguarda la concentrazione {\displaystyle u} di una singola sostanza in una dimensione:
{\displaystyle \partial _{t}u=D\partial _{x}^{2}u+R(u)}
nota nella letteratura inglese come KPP equation (Kolmogorov-Petrovsky-Piskounov).
- Se il termine di reazione svanisce, si ottiene un processo di diffusione puro, la cui equazione corrispondente è la seconda legge di Fick.
- Se {\displaystyle R(u)=u(1-u)} si ottiene l'equazione di Fisher, originariamente usata per descrivere la diffusione sul territorio di una popolazione biologica.[2]
- Si ha invece l'equazione di Newell-Whitehead-Segel quando {\displaystyle R(u)=u(1-u^{2})}, la quale consente di descrivere la convezione di Rayleigh-Bénard.[3][4]
- Con {\displaystyle R(u)=u(1-u)(u-\alpha )} e {\displaystyle 0<\alpha <1} si trova la più generale equazione di Zeldovich, utilizzata nella teoria della combustione.[5] Con lo stesso nome talvolta si identifica il caso particolare degenere con {\displaystyle R(u)=u^{2}-u^{3}}.[6]

### Equazione di Fisher
Un caso particolare del modello generale di reazione-diffusione, che può essere considerato un'estensione dell'equazione logistica che tiene conto della diffusione spaziale, è stato proposto da Fisher:
{\displaystyle {\frac {\partial u}{\partial t}}-d\nabla ^{2}u=au-bu^{2}}
dove il termine di reazione è descritto dal contributo non lineare {\displaystyle f(u)=au-bu^{2}}, composto dalla generazione malthusiana, cioè proporzionale alla densità {\displaystyle au}, e dalla limitazione non lineare {\displaystyle -bu^{2}} all'accrescimento della densità {\displaystyle u}, proporzionale al quadrato della densità. Questo termine definisce un valore critico locale della densità {\displaystyle u} dato da {\displaystyle u^{*}=a/b}, per il quale il termine di reazione si annulla e il processo diviene localmente di pura diffusione. Tale densità critica definisce il limite locale superiore, oltre il quale la densità non può crescere in situazione di regime.

## Sistema a due componenti
Un'idea inizialmente proposta da Alan Turing è che uno stato che è stabile nel sistema locale potrebbe diventare instabile in presenza di diffusione.
Un'analisi di stabilità lineare mostra comunque che linearizzando il sistema a due componenti:
{\displaystyle {\begin{pmatrix}\partial _{t}u&\partial _{t}v\end{pmatrix}}={\begin{pmatrix}D_{u}&0\\0&D_{v}\end{pmatrix}}{\begin{pmatrix}\partial _{xx}u\\\partial _{xx}v\end{pmatrix}}+{\begin{pmatrix}F(u,v)\\G(u,v)\end{pmatrix}}}
una perturbazione {\displaystyle {\tilde {\boldsymbol {q}}}_{\boldsymbol {k}}({\boldsymbol {x}},t)} ad onda piana della soluzione stazionaria ed omogenea:
{\displaystyle {\tilde {\boldsymbol {q}}}_{\boldsymbol {k}}({\boldsymbol {x}},t)={\begin{pmatrix}{\tilde {u}}(t)\\{\tilde {v}}(t)\end{pmatrix}}e^{i{\boldsymbol {k}}\cdot {\boldsymbol {x}}}}
soddisfa:
{\displaystyle {\begin{pmatrix}\partial _{t}{\tilde {u}}_{\boldsymbol {k}}(t)\\\partial _{t}{\tilde {v}}_{\boldsymbol {k}}(t)\end{pmatrix}}=-k^{2}{\begin{pmatrix}D_{u}{\tilde {u}}_{\boldsymbol {k}}(t)\\D_{v}{\tilde {v}}_{\boldsymbol {k}}(t)\end{pmatrix}}+{\boldsymbol {R}}^{\prime }{\begin{pmatrix}{\tilde {u}}_{\boldsymbol {k}}(t)\\{\tilde {v}}_{\boldsymbol {k}}(t)\end{pmatrix}}}
L'idea di Turing può essere realizzata in quattro classi di equivalenza di sistemi, caratterizzati da differenti segni della matrice jacobiana {\displaystyle {\boldsymbol {R}}} della funzione reazione.

## Esempio del "Brusselatore"
Siano {\displaystyle x_{1}} e {\displaystyle x_{2}} le densità di due sostanze chimiche {\displaystyle X_{1}} e {\displaystyle X_{2}} interagenti secondo la reazione chimica studiata da G. Nicolis e Prigogine (1977):
{\displaystyle \mathrm {A} \longrightarrow _{k_{1}}\mathrm {X_{1}} }
{\displaystyle \mathrm {2X_{1}} +\mathrm {X_{2}} \longrightarrow _{k_{2}}\mathrm {3X_{1}} }
{\displaystyle \mathrm {B} +\mathrm {X_{1}} \longrightarrow _{k_{3}}\mathrm {X_{2}} +\mathrm {C} }
{\displaystyle \mathrm {X_{1}} \longrightarrow _{k_{4}}\mathrm {D} }
dove {\displaystyle A}, {\displaystyle B}, {\displaystyle C} e {\displaystyle D} designano sostanze la cui concentrazione viene mantenuta costante durante la reazione, allora si hanno le seguenti equazioni alle derivate parziali:
{\displaystyle {\frac {\partial x_{1}}{\partial t}}-d_{1}\nabla ^{2}x_{1}=k_{1}a-(k_{4}+k_{3}b)x_{1}+k_{2}x_{1}^{2}x_{2}}
{\displaystyle {\frac {\partial x_{2}}{\partial t}}-d_{2}\nabla ^{2}x_{2}=k_{3}bx_{1}-k_{2}x_{1}^{2}x_{2}}
Tale modello prende il nome di Brusselatore.